# Университет Сока
Японский Университет Сока (яп. 創価大学) — частный японский университет в Токио, основанный в 1971 году. В университете обучается около 8000 студентов, из которых 400 — иностранцы. Университет входит в программу Министерства образования, культуры, спорта, науки и технологий Японии «Проект поддержки университетов Super Global». 

## История и описание
Японский Университет Сока (университет-сестра Американского Университета Сока) был основан в 1971 году Дайсаку Икэдой — почётным председателем и президентом религиозной организации Сока Гаккай Интернейшинал (SGI), относящейся к буддийской школе Нитирэн. 
Университет Сока был открыт для студентов бакалавриата в 1971 году, а аспирантура университета открылась в 1975 году. С момента основания университет закончили более 50 тыс. студентов.
Корпорацией создана непрерывная система образования Сока, начиная с детского сада и кончая высшим учебным заведением. Многие ученики приходят в университет из средней школы Сока и средней школы Кансай Сока, а также из женского колледжа Сока, которые созданы корпорацией SGI.
Учащиеся в университете могут не являться членами корпорации Сока Гаккай. Принадлежность к корпорации  не даёт преимуществ с точки зрения оценки вступительных экзаменов, обращения со студентами, оценки знаний.
«Сока» - это японский термин, означающий «создание ценности». При основании университета Дайсаку Икэда установил следующие основополагающие принципы, описывающие миссию университета:
- Быть высшей школой в области  гуманистического образования.
- Быть колыбелью новой культуры.

С 2010 года в университете также принят официальный девиз «Открой свой потенциал» (自分力の発見).
Образовательная философия университета была заложена Цунэсабуро Макигути, первым президентом университета Сока (тогда называвшегося Сока Кёику Гаккай, или Образовательное общество, создающее ценности), который работал директором начальной школы в Японии. Макигучи опубликовал книгу «Система педагогики созидания ценностей», основанную на его убеждении, в важности воспитания творческой личности для достижения подлинного счастья в жизни каждого ребенка. Эту образовательную философию разделял его преемник, Дзёсэй Тода, который работал учителем начальной школы. Преемник Тоды, Дайсаку Икэда, описывает свою цель как осуществление мечты Макигути и Тоды.
Японский Университет Сока развивает научно-педагогические контакты с 148 университетами из 47 стран и регионов мира, а средние школы Сока ведут дружеские обмены со школами в Австралии, Южной Корее, Новой Зеландии и др. В 1975 году во время второго визита Дайсаку Икэды в Советский Союз между Университетом Сока и Московским государственным университетом было подписано соглашение о научном сотрудничестве, которое обеспечило межуниверситетский обмен студентами, профессорами и преподавателями.
В 2001 году был открыт Американский филиал университета Сока, расположенный в Алисо-Вьехо, штата Калифорния, выдающий дипломы как бакалавриата, так и магистратуры.

## Структура университета
В состав университета входят 8 факультетов:
- Экономический факультет
- Факультет делового администрирования
- Юридический факультет
- Факультет медицинских сестёр
- Факультет науки и инженерии
- Факультет свободных искусств
- Филологический факультет
- Педагогический факультет

## Почётные звания
Университет Сока присвоил 365 почётных званий, главным образом международным деятелям в области науки и культуры. В апреле 1993 года Михаил Горбачёв посетил университет вместе со своей женой Раисой, чтобы получить почётную докторскую степень в знак признания его усилий по достижению мира во всем мире. В их честь в университете было посажено вишнёвое дерево. Роза Паркс посетила университет в 1994 году, чтобы прочитать лекцию, и в то время она была удостоена звания почётного доктора за вклад в гражданские права. Нельсон Мандела посетил университет в 1995 году, и был награждён почётной докторской степенью за свою пожизненную работу по защите прав человека. В 1996 году университет присудил  почётную докторскую степень Фиделю Кастро в знак признания его усилий по созданию образцовых систем здравоохранения и образования для народа его страны. В 2008 году степень почётного доктора была присвоена учёному в области медицинской робототехники профессору Михаилу Соколову. Одним из первых гостей Университета Сока звание его почетного доктора в 1972 году был удостоен профессор МГУ, декан Исторического факультета, Кукушкин, Юрий Степанович, за вклад в международное научное сотрудничество между университетами. 